# Комар звичайний
Комар-пискун, або комар звичайний (Culex pipiens) — політипний вид [Архівовано 6 Березня 2022 у Wayback Machine.] (інакше — комплекс) кровосисних комарів (Culicidae). Поширений всесвітньо і має велике епідемічне значення. Більшість комарів розміром від 3 до 7 мм. Самиці харчуються соками рослин (для підтримки життя) і кров'ю (для розвитку яєць), головним чином людини, а самець живиться виключно соками рослин. Самиці звичайного комара є переносниками різних інфекційних захворювань людини, таких, наприклад, як японський енцефаліт, гарячка Західного Нілу, а також хвороб тварин, зокрема пташиної малярії, і є об'єктами для досліджень.

## Поширення і місце проживання
Зустрічається комар-пискун у таких країнах: Аргентина, Болгарія, Боснія і Герцеговина, Об'єднане Королівство, Греція, Єгипет, Ізраїль, Іран, Іспанія, Йорданія, Казахстан, Канада, Кіпр, Латвія, Литва, Ліван, Люксембург, Марокко, Німеччина, Пакистан, Польща, Португалія, Респу́бліка Білору́сь, Респу́бліка Хорва́тія, Росія, Румунія, Саудівська Аравія, Сербія, Словаччина, Сполучені Штати Америки Таджикистан, Туніс, Туреччина, Угорщина, Україна, Уругвай, Франція, Чехія, Чорногорія, Швеція, Японія. (це може бути не повний список.)

## Історія відкриття
Першовідкривачем виду був Карл Лінней, який описав його в 1758 році, пізніше в 1775 році Форскаль описав цей же вид в Єгипті під назвою Culex molestus. Вони мають велику зовнішню схожість між собою, пізніше науковці дійшли згоди розрізняти цих комарів згідно з готовністю кусати людей. Culex molestus був поширеніший в Олександрії, Рашиді та Каїрі. У 1890 році запропонував назвати комарів-пискунів, тих, які кусали людей, — «haematophagus» (гематофагами), а тих, які людей не кусають, а харчуються тільки нектаром, назвати «фітофагами». Таким чином, у відношенні Culex molestus частково увагу звертали на ступінь укусів людей, пізніше їх поведінку позначили терміном «антропофіли».

## Морфологія

### Імаго
Це комар середніх розмірів, який має хоботок із колючими темними щетинками й темні короткі пальпи. Голова в бурих лусочках; там де бічні відділи голови та біля очей, як правило, покриті білими лусочками. Хоботок бурий; щупальця самиць бурі в бурих лусочках, з більш-менш значною домішкою білих лусочок поблизу середини й у вершини.
Щупальця самців мають (трохи більше ніж на довжину верховинного сегмента) довгий хоботок, бурі, в білих лусочках, з нижнього боку двох кінцевих сегментів у білих лусочках. Темно-бурі щетинисті волоски на вершині третього, на четвертому та п'ятому сегментах щупалець добре розвинені. Більш-менш виражені колечка білих лусочок є на довгому сегменті щупальців.
Потилиця комара має золотисті щетинки, які підняті розгалуженими щетинками зверху і широкими білими — збоку. Середнеспинка покрита, як правило, червонувато-бурими лусочками. Бічні краї середнеспинкі та більш-менш значний простір перед щитком покриті більше світлими лусочками. Бочки грудей бурі, з плямами малого розміру, покриті білими лусочками. Проепімери без лусочок. По передньому краю тергітів, черевце в темно-бурих лусочках, з більш-менш широкими поясом світло-жовтих лусочок. У рідкісних випадках перев'язі можуть бути відсутні. Гіпопігій — передверховинна борозенка першого сегменту, вальв несе досить широку, на вершині заокруглену платівку. Другий відділ мезозоми у вигляді вузького гачка. Ноги бурі в бурих лусочках, стегна знизу покриті жовтувато-білими лусочками. Крила по жилках в темно-бурих лусочках. Зовнішній покрив грудки має коричневі щитки, які містять золотаво-коричневі щетинки. Світлі поперечні перев'язі або світлі бічні плями розташовані по передньому краю тергітів. Проепістерни покриті світлими вузькими лусочками з вузькими золотими щетинками та коричневими щетинками в поглибленнях. Плевра з маленькими, майже білими щетинками. Крила 3,5-4 мм завдовжки з вузькими чорними щітками. Самець на відміну від самиці має пухнасті вусики.

### Личинки
Личинки комара-пискуна розвиваються на мілині річок і струмків у лісах, лісостепах та у степовій зоні України.
Личинка характеризується відносно коротким сифоном, який несе гребінь з 12-15 зубців. Сифон на кінці не розширюється, його довжина не більше ніж у шість разів перевищує ширину в основі. Сифональних пучків чотири пари, довжина яких трохи перевищує, або не перевищує поперечник сифона в місці їх прикріплення. Найближча до основи сифона пара лежить на помітній відстані ближче до вершини від найбільш дистального зубця гребеня. Бокова волосинка на останньому сегменті, як правило, проста.

## Розмноження

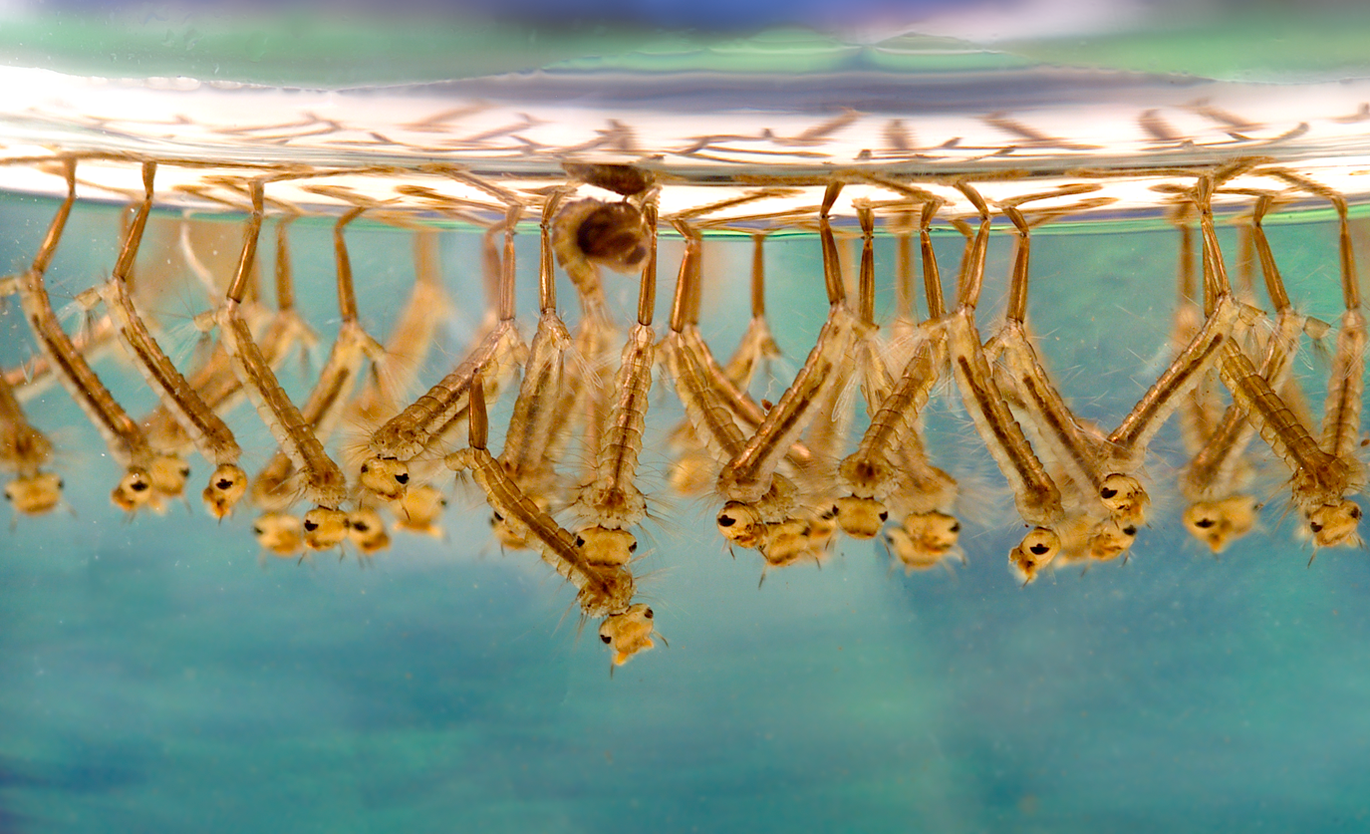
Личинки комарів

Самиця відкладає яйця в теплу стоячу воду з органічними матеріалами або водною рослинністю. Яйця, які відкладені у вигляді плотів, вільно плавають по водоймищу. У одному плоті можуть бути склеєні від 20 до 30 яєць. Загальна тривалість розвитку від 40 годин до 8 діб, залежить це від температури води, в якій відбувається розвиток. Глибока місцевість або хвилі є згубними для личинок комара.
Це звичайний вид шкідливих комах, дуже поширений в урбанізованих та субурбанізованих місцевостях. Людина використовує личинки комара у вигляді корму для риб. Назва у личинок, як в акваріумного корму, інша — чорний мотиль. Переважно, на волі, чорні мотилі є кормом для безлічі тропічних видів.

## Живлення
Живлення цукрами є характерною рисою комара. Обидві статі різного віку часто живляться цукрами, зазвичай рослинними, але рідше екзофлорним нектаром і медовою росою. Енергетично кров і нектар взаємозамінні; самиці деяких видів мають вроджену залежність від одного і від іншого: кров їм необхідна для розвитку яєць, а цукор — для виживання, польоту і поліпшення репродукційної здатності. Самиці комарів-пискунів, як й інші представники кровосисних комарів, мають подвійний спосіб живлення, поєднуючи цукор і кров, а самці живляться виключно соками й нектаром рослин.

#### Живлення цукрами рослин
Нектаром комарі живляться на таких рослинах, як лопух (Arctium), деревій (Achillea) та пижмо (Tanacetum)[джерело?]. Найбільш охоче комар живиться на пижмі (7-10 самиць на 1 квітку). Серед комарів, які живились, найбільше було незайманих самиць, вагітних же було вкрай мало. Подібне дослідження проводилося в центральній і південно-західній частинах Швеції. З 18 видів комарів, зібраних на квітках пижмо, види Colex pipiens (ssp.pipiens) і Culex torrentium становили 86 %, з яких 52 % були вагітні самиці Culex pipiens.
У Йорданській долині комар-пискун Culex pipiens pipiens форма molestus, був спійманий на полях і вигодований в лабораторних умовах. Ця форма живиться цукрами шести видів рослин, з яких більше свою перевагу віддає Ochradenus baccatus з родини резедових[джерело?].

#### Живлення кров'ю
Згідно з деякими старими роботами (Mattingly et all, 195; Shute, 1951 тощо) не автогенна форма — pipiens, була розглянута як омітофільна, і, навпаки, автогенна форма — molestus, віднесена до антропофілів. Дійсно, антропофілія твариною-господарем підтверджена величезною кількістю укусів у міській та в сільській місцевостях. Однак, антропофілія цієї форми комарів не повинна бути переоцінена; спіймані molestus та досліджені в лабораторії негайно піддавали укусам не тільки людей, але також птахів, мишей і морських свинок[джерело?].

## Патогенний потенціал
Комар-пискун може переносити збудників інфекційних хвороб. У людини після укусу на його місці з'являються папули та пухирі. Роздратування місця укусу та виникнення висипань пов'язано з тим, що комар під час укусу вводить секрет, який пригнічує больові рецептори, аби жертва не відчувала біль у місці укусу і не переривала живлення комара. Комар-пискун здатний переносити багато арбовірусних хвороб — японський енцефаліт, гарячку Західного Нілу, гарячку Рифт Валлі, венесуельський, східний і західний енцефаломієліти коней, енцефаліт Сент-Луїс тощо.
Комар-пискун — звичайний комар у Північній Африці і є основним переносником людських гельмінтозів — філяріїдозів, зокрема, вухереріозу та бругіозу.
Комар-пискун може передавати патогенні для інших тварин гельмінти — таких як трематоди Pneumonoeces variegatus, кінцевим хазяїном якої є звичайна часничниця (Pelobates fuscus) і який потрапляє в тіло часничниці шляхом проковтування комара-пискуна, а також двох інших видів комарів Anopheles maculipennis і Culex territans.

## Класифікація
Комара-пискуна поділяють на два екотипи, які відрізняються один від одного за величиною сифонального індексу личинок.